# Chorthippus heilongjiangensis
Chorthippus heilongjiangensis is een rechtvleugelig insect uit de familie veldsprinkhanen (Acrididae). De wetenschappelijke naam van deze soort is voor het eerst geldig gepubliceerd in 1987 door Lian & Zheng.